# Nessuno/Bocciolo di rosa
Nessuno/Bocciolo di rosa è un singolo di Wilma De Angelis pubblicato nel 1976 dalla casa discografica Polaris.

## Descrizione
Il brano Nessuno ha avuto un'enorme popolarità nel 1959, la cantante infatti ha partecipato al Festival di Sanremo 1959 arrivando in finale in coppia con Betty Curtis. Sempre nel 1959 il brano è stato ripreso da Mina riscuotendo grandissimo successo. 
Nel 1976 Wilma ha inciso il brano in una nuova versione.

## Tracce
1. Nessuno
2. Bocciolo di rosa